# Heartbreak High
Heartbreak High är en australisk dramaserie vars första säsong hade premiär den 14 september 2022. Första säsongen bestod av åtta avsnitt. Serien har blivit förnyad med en andra säsong som kommer att ha premiär på Netflix den 11 april 2024. Serien är skapad av Hannah Carroll Chapman, Ben Gannon och Michael Jenkins, som också medverkat i skrivandet av seriens manus. Serien är baserad på TV-serien Heartbreak High som sändes i mitten av 1990-talet. Flera av skådespelarna från den serien återkommer i nyinspelningen.

## Handling
Serien kretsar kring bland andra Amerie som gjort en kontroversiell väggmålning som avslöjar alla förhållanden på Hartley High, vilket innebär att hon blir utstött.

## Rollista i urval
- Ayesha Madon - Amerie Wadia
- James Majoos - Darren Rivers
- Chloé Hayden - Quinn “Quinni” Gallagher-Jones
- Asher Yasbincek - Harper McLean
- Thomas Weatherall - Malakai Mitchell
- Will McDonald - Douglas “Ca$h” Piggott
- Josh Heuston - Dustin “Dusty” Reid
- Scott Major - Peter Rivers
- Rachel House - rektor Stacy "Woodsy" Woods
- Maggie Dence - Nan